# Hans-Peter Fischer (teolog)
Hans-Peter Fischer (Freiburg, 10. srpnja 1961.) njemački je katolički svećenik, teolog, kanonist i crkveni povjesničar.

## Životopis
Odrastao je sa šestero braće i sestara u Freiburgu. Nakon studija teologije i filozofije u Freiburgu i Rimu, 1989. je zaređen za svećenika. Neko vrijeme proveo je u pastoralu, a potom je 1995. godine na Sveučilištu u Freiburgu na crkveno-povijesnu temu „Die Freiburger Erzbischofswahlen 1898 und der Episkopat von Thomas Nörber” (Izbori za nadbiskupa u Freiburgu 1898. i biskupstvo Thomasa Nörbera). Bio je vikar u Gottmadingenu i župni upravitelj u Bollschweilu i Söldenu u Schwarzwaldu. Godine 2001. završio je licencu iz kanonskog prava na Institutu za kanonsko pravo Sveučilišta u Münchenu. Alumnus je bogoslovije Herzogliches Georgianum u Münchenu. Godine 2002. postao je župnik u Donaueschingenu i voditelj tamošnje pastoralne jedinice te je bio dijecezanski sudac od 2001. do 2010. u nadbiskupiji München i Freising te od 2004. do 2010. dijecezanski sudac u nadbiskupiji Freiburg.
Na inicijativu Roberta Zollitscha, Fischer je od Njemačke biskupske konferencije, 8. prosinca 2010. godine, imenovan za rektora Campo Santo Teutonico u Vatikanu i pridruženog njemačkog svećeničkog zavoda (Pontificio Collegio Teutonico), naslijedivši Erwina Gatza. Postao je i rektor Nadbratovštine svete Marije milosne na Teutonsko-flamanskom groblju (Arciconfraternità di Santa Maria della Pietà in Campo Santo Teutonico). Od 1. travnja 2012. do 1. studenog 2013. Fischer je preuzeo i vođenje pastorala njemačkih hodočasnika u Rimu. Od lipnja 2013. također je bio predavač pastoralne teologije i crkvene povijesti na Papinskom sveučilištu Gregoriana.
Godine 2017. produžen mu je rektorski mandat. Godine 2017., nakon što je prešao u rimsku Rotu nije donesena nikakva odluka o njegovom nasljedniku.
Papa Franjo imenovao ga je 20. srpnja 2017. auditorom (sucem u rangu prelata) Rimske Rote. Fischer je položio prisegu 4. listopada 2017. i prvi je teolog iz nadbiskupije Freiburg na nekom vatikanskom sudu.
Kardinal veliki meštar Carlo Furno imenovao je Fischera 2000. godine vitezom Reda Svetog groba u Jeruzalemu, a veliki prior Reda Anton Schlembach uveo ga u službu u aachenskoj katedrali 20. svibnja 2000. godine. Godine 2013. je postao časnik, a 2016. veliki časnik Reda.
Godine 2013. imenovan je kapelanom Malteškog reda. Član je rimskog bratstva Santa Maria dell'Anima od 2012. godine. Godine 2015. primljen je u vatikansku nadbratovštinu di Sant'Anna de' Parafrenieri. Od studentskih dana član je i katoličkog studentskog bratstva KDStV Aenania München.
Od 2012. Fischer je suurednik rimskog tromjesečnika za kršćansku antiku i crkvenu povijest.
Član je savjetodavnog odbora KNA-Promedia-Stiftung u Bonnu od 2016. godine.